# Lucilia
Lucilia Cass. é um género botânico pertencente à família Asteraceae, que inclui cerca de 10 espécies descritas. O género é originário das regiões subtropicais da América do Sul.

## Taxonomia
O género foi descrito por  Alexandre Henri Gabriel de Cassini  e publicado no Bull. Sci. Soc. Philom. Paris 1817: 32. 1817. A espécie tipo é Lucilia acutifolia (Poir.) Cass.	

## Espécies
O género Lucilia inclui as seguintes espécies (Agosto de 2012), ordenadas alfabeticamente:
- Lucilia acutifolia (Poir.) Cass.
- Lucilia eriophora J.Rémy
- Lucilia kunthiana (DC.) Zardini
- Lucilia linearifolia Baker
- Lucilia lopezmirandae (Cabrera) S.E.Freire
- Lucilia lycopodioides (Less.) S.E.Freire
- Lucilia nitens Less.
- Lucilia recurva Wedd.
- Lucilia saxatilis V.M.Badillo
- Lucilia tomentosa Wedd.